# Infinite Granite
Infinite Granite è il quinto album in studio del gruppo musicale statunitense Deafheaven, pubblicato nel 2021.

## Tracce
1. Shellstar – 6:06
2. In Blur – 5:29
3. Great Mass of Color – 6:00
4. Neptune Raining Diamonds – 3:05
5. Lament for Wasps – 7:08
6. Villain – 5:41
7. The Gnashing – 5:34
8. Other Language – 6:10
9. Mombasa – 8:17

## Formazione
- George Clarke – voce (tracce 1–3, 5–9)
- Kerry McCoy – chitarra (1–3, 5–9), voce (1, 9), sintetizzatore (4, 5, 8)
- Shiv Mehra – chitarra, sintetizzatore (tutte); voce (1–3, 5–7, 9), chitarra acustica (9)
- Chris Johnson – basso (1–3, 5–9), voce (1–3, 5–7, 9)
- Daniel Tracy – batteria, percussioni (1–3, 5–9); voce (1, 2)